# 多裂水茄
多裂水茄（学名：Solanum torvum var. pleiotomum）为茄科茄属下的一个变种。

## 扩展阅读
- 維基物種上的相關：多裂水茄